# 碎星誌角色列表
台灣作家羅森所作小說《碎星誌》的角色列表。
有看不懂的字眼時請參看主條目碎星誌內的術語列表。

## 主角
溫去病
所屬：嶺南溫家
種族：人類
身高：cm
年齡：8歲離家→16歲歸家→現年22歲
境界：無（經脈俱斷）→半步天階→天階【變換之道】
功法：九陰玉簡，寰宇萬咒武卷【雙極輪→雙極虛輪（也會雙極三絕）】，五德之氣，雙極輪‧迴天霹靂
裝備：貪狼之心，術式武裝→功德之器–天地玄黃功德戰衣【冥界屍龍、夔雷青牛、緋劍朱雀、地獄龍皇、鬼君】，地神兵「天狼魔卷軸」【風吼陣、落魂陣、天絕陣、地烈陣、紅水陣、寒冰陣】，聖德之砲，天神兵「憂患」
血脈：初始原人（又名太初原人，是人族傳承之中，最純也最原始的一支血脈，上可追溯到人祖，也就是仙之始、佛之源、鬼之本……）
法相：山陸陵
本系列主角，黑髮黑眼。
『蒼空碧玉』龍雲兒→龍秘書
所屬：滄溟龍家→嶺南溫家
種族：人類
身高：cm
年齡：19歲
境界：無→中階→高階→地階初段→天階
功法：毀天霹靂、九陰玉簡、寰宇萬咒武卷【金剛身】（後習得金剛五蘊前四）、六朝雲龍爪【霧裡穿花】
裝備：
血脈：天空龍→冥界屍龍（並非種族，而是主神級的個體）
法相：冥界屍龍（偽裝成金剛）
星榜：15位『金剛暴猿！』
本作女主角，温去病的妻子之一，故事早期及結局中最常伴隨在温去病身邊的賢妻。

## 嶺南溫家
香雪
所屬：嶺南溫家
種族：吸血鬼真祖
身高：
年齡：約20歲
境界：
功法：
裝備：
血脈：吸血鬼
法相：吸血鬼
曾為人類和吸血鬼的混血兒。
溫在乎
所屬：嶺南溫家
種族：人類
身高：cm
年齡：約50歲
境界：高階（實際上只有中階，強行吃藥推上去）
功法：
裝備：
血脈：
法相：無 
溫璽鴻
所屬：嶺南溫家
種族：人類
身高：cm
年齡：約20歲
境界：5級高階
功法：
裝備：
血脈：銀星
法相：無 
溫家護衛之一，原為碎星團成員，後被溫去病招攬。
溫青衛
所屬：嶺南溫家
種族：人類
身高：cm
年齡：約20歲
境界：5級高階
功法：
裝備：
血脈：
法相：無

## 帝室李家

### 密偵司

#### 首領
『神妃』龍仙兒
所屬：密偵司
種族：人類
境界：天階三重→天階一重
身高：約175cm
年齡：23歲
功法：返本歸源，蒼穹閃【蒼穹六象‧星流、月痕】
裝備：冥律罪袍
血脈：地獄龍皇
龍雲兒、龍靈兒的長姊。溫去病過去的未婚妻(實為其母與温去病的父親私通，把温家父子接到龍家居住的藉口)，被本家的歧視而解除婚約，本人也為了滅口而被送入宮中。
之後因為先帝寵妃龍廣美(本家嫡女)看其不順眼而過著悲慘的生活，裝瘋賣傻以等待復仇的機會。
因為溫去病未婚妻的身分被賈伯斯看上，決定選其作為制衡者。
賈伯斯用「森羅萬象因果顛倒箱」助其覺醒屍龍血脈，在追溯到最開始，永恆者級別的冥界龍皇，強行將它拉過來簽定血脈契約，只不過會冒著被奪舍，成為行屍走肉的風險。但是地獄龍皇一看到賈伯斯就嚇得逃走了，只留下讓龍仙兒一步登天的結果，成為地獄龍皇的顯身。
與温去病冰釋前嫌後，在冥府與其結婚，被妃月淚稱為「大少奶奶」(即正室夫人)。按照兩人小時候常常以「拜堂成親」玩家家酒的時間點及所謂的「婚約」而言，確實算是温去病第一位妻子。

#### 六大統領
『鼠王』尚蓋頌
所屬：密偵司
種族：人類
境界：地階
身高：約130cm
年齡：？歲
功法：離魂附體，禁術‧雷暴之海
裝備：
血脈：？
法相：？
已死。
『無影劍』方山
所屬：密偵司
種族：人類
境界：地階
身高：約？cm
年齡：？歲
功法：無形劍氣
裝備：
血脈：？
法相：？
『霧裡看花』葛長歌
所屬：密偵司
種族：人類
境界：地階
身高：約？cm
年齡：？歲
功法：？
裝備：
血脈：？
法相：？
「黑暗帝王」龍晉滔
所屬：滄溟龍家→密偵司
種族：人類
境界：半步天階
身高：約？cm
年齡：約50歲
功法：？
裝備：龍泉大刀
血脈：雙首巨龍
法相：紫色雙首巨龍
月榜：？（前列，應在前8）
六大統領中功力、地位最高的一位。
當代龍家家主之兄，龍仙兒的伯父。
原本加入密偵司的原因只是要利用組織的力量而已，但卻被龍仙兒算計成了體制的一部份。
『剔骨剝皮』金三能
所屬：密偵司
種族：人類
境界：地階
身高：約？cm
年齡：？歲
功法：？
裝備：
血脈：？
法相：？
『八門鐵鎖』尚星婉
所屬：密偵司
種族：人類
境界：地階
身高：約？cm
年齡：？歲
功法：無形劍氣
裝備：
血脈：？
法相：？
鯤鵬學宮出身，天牢陣法多出自其手。帝國前十名的陣師。

### 六扇門
『天下總捕』宇文鎮魂
所屬：六扇門
種族：人類
身高：cm
年齡：約70歲
境界：6級高階
功法：三絕神音
裝備：金批天斬令箭
血脈：九天茯苓
法相：九天茯苓
月榜：9位
六扇門之主。
多年前參與剿滅尚蓋勇。
公孫守義
所屬：六扇門
種族：人類
身高：cm
年齡：近60歲
境界：地階巔峰
功法：
裝備：
血脈：灰石赤蚺
法相：
六扇門副總捕頭。
多年前參與圍剿山陸陵。

## 六郡七家
含帝室李家在內的七個貴族世家。

### 帝都-麒麟李家
位於帝國中央。
詳見李家

### 傲龍郡-滄溟龍氏
位於帝國東北。
龍初九
所屬：龍家
種族：人類
身高：cm
年齡：16歲
境界：地階後段
功法：雲龍九變【陰陽變】
裝備：
血脈：應龍
法相：應龍
星榜：8位→10位
龍六朝
所屬：封刀盟
種族：人類
身高：cm
年齡：16歲
境界：6級高階→地階後段
功法：乾坤四證【乾坤刀→乾坤封刀】
裝備：、
法相：螭龍
'

### 猿搏郡-江北袁家
位於帝國西方。

### 龜騰郡-天府王家
位於帝國西南。

### 虎踞郡-神都武家
位於帝國南方
『天南武鳳』武蒼霓
所屬：神都武家、平陽司馬家、碎星團
種族：人類
境界：半步天階→天階【力之大道】
身高：約170cm
年齡：29歲
功法：虎錄七神絕【七絕皆通】，七絕合一——末日霓凰
裝備：仁刀「騶牙」（已毀）、寶刀「冷月」
血脈：劍齒龍虎
法相：劍齒龍虎
月榜：2位
本為神都武家的公主(大小姐)，為追隨山陸陵而加入碎星團，在追求過程婁敗婁戰，後與司馬焦峰產生感情而結婚。在丈夫戰死後，奮然退團，因而避過帝國追殺。為了丈夫和戰友的理想，獨自留在司馬家，成為邊境守將，直至邊境危機解除為止，返回娘家。後因父親和弟弟遭到魔染，最終成為神都武家的家主。同時也是碎星團最後一任團長，把碎星團親手解散。
温去病的情人之一，一直未有機會與他拜堂成親。
武戰豪
所屬：神都武家
種族：人類
身高：cm
年齡：16歲
境界：6級高階
功法：虎錄七神絕【紫度神掌、金甲禁絕】
裝備：
血脈：虎
法相：
星榜：13位→19位
武蒼霓的弟弟。

### 鷹揚郡-耀宇朱門、丹嵬朱家
位於帝國東南，嶺南溫家也位於此。
司徒小書
詳見司徒小書
朱鼎宇
詳見朱鼎宇

### 狼翻郡-平陽司馬
位於帝國西北
『冰弦謫仙』司馬冰心
所屬：司馬家、玉虛真宗
種族：人類
身高：？cm
年齡：16歲
境界：6級高階→地階初段→天階【冰之大道】
功法：太上冰音忘情咒、雙極輪
裝備：琵琶
血脈：夔雷青牛
法相：夔雷青牛
星榜：26位→20

## 八門

### 金剛寺
枯榮
所屬：金剛寺
種族：人類
境界：地階
身高：？cm
年齡：？歲
功法：金剛身
裝備：
血脈：？
法相：？
金剛寺長老級人物。

### 封刀盟
司徒小書
所屬：封刀盟、丹嵬朱家
種族：人類
身高：cm
年齡：16歲
境界：6級高階→地階後段→天階【仁道】  
功法：乾坤刀→乾坤封刀【乾坤四證‧三王斬、八方劈】，天開八荒劍藏刀，鎏金劍氣–青銅，分光化影劍
裝備：鳳首劍、仗義刀(加入仁刀碎片後重鑄)
血脈：？
法相： 緋劍朱雀（獨孤劍術式武裝）
星榜：28位→9位『苦行刀主』
封刀盟少主兼朱家公主(母親朱樂樂是朱家嫡女)，後為封刀盟第3代盟主、朱家家主兼聯邦主席(人道之主)。
温去病的妻子之一，在化身為獨孤劍時和他拜堂成親，並於妖都之行與他在九龍塔的小千世界中生養過子孫萬代。雖然子孫皆成泡影，但以祖皇之身成功修煉人道願力，並繼任聯邦主席。
朱鼎宇
所屬：封刀盟
種族：人類
身高：cm
年齡：16歲
境界：6級高階
功法：
裝備：
血脈：
法相：
星榜：74位『嘯日戰鷹』→除名

#### 盟主：司徒無視→司徒誨人→司徒小書
『刀尊』司徒無視
所屬：霸刀會→封刀盟
種族：人類
境界：九重天階
身高：約175cm
年齡：約70歲
功法：乾坤刀–乾坤四證，天開八荒劍藏刀
裝備：
血脈：？
封刀盟的創始人。年少因被妻子天菩薩所騙而自傷雙眼，失明後帶着兒子浪跡天涯。後來在賈伯斯和朱家幫助下，建立封刀盟，並與碎星團眾人合力作戰。
為人正直，以俠義為先，卻遭兒子司徒誨人暗中背叛，賈伯斯利用他鎮守封神台，困禁其中，以致他未能救援被滅口的碎星團。
本來和燕無雙一樣是偽天階，但在封神台中領悟到咒武真諦，成為真正的九重天階。力戰已墮落的司徒誨人及入侵始界的餓鬼們，守護始界而亡。

### 天斗劍閣

#### 閣主
燕無雙
所屬：自創天斗劍閣
種族：人類
境界：九重天階
身高：約175cm
年齡：約40歲
功法：蒼穹閃【蒼穹六象】，虛返萬滅刀綻劍
裝備：天斗旗劍
血脈：？

#### 五方星主
『秋水神劍』、『落霞孤雁』秋艷紅
所屬：天斗劍閣
種族：人類
境界：地階
身高：？cm
年齡：約40歲
功法：蒼穹閃【蒼穹六象‧星流】
裝備：地泉→無
血脈：？
天斗劍閣掌權者之一，五方星主中的南斗星君。暗中身份是柳土鷹。
龍靈兒的師傅。
『平湖秋月』秋意濃
所屬：天斗劍閣
種族：人類
境界：半步天階
身高：？cm
年齡：約35歲
功法：蒼穹閃
裝備：參差雙劍
血脈：？
秋艷紅之姊，圍捕尚蓋勇時被神秘黑衣人(韋士筆)打傷，為了不上尚蓋勇逃脫而燃燒法相、自絕天階之路以擊殺尚蓋勇，後被黑衣人(韋士筆)以三色神掌擊斃，死狀悽慘。
夏冬暝
所屬：天斗劍閣
種族：人類
境界：半步天階
身高：？cm
年齡：約35歲
功法：蒼穹閃
裝備：參差雙劍
血脈：？
天斗劍閣掌權者之一，五方星主中的北斗星君。
同性戀者，與燕姣然為情侶。
徐麗
所屬：天斗劍閣
種族：人類
境界：地階
身高：？cm
年齡：約40歲
功法：蒼穹閃
裝備：？
血脈：？
圍攻心魔閣時對上李月白。

### 鯤鵬學宮

#### 宮主
蕭劍笏
所屬：鯤鵬學宮
種族：人類
境界：天階
身高：約175cm
年齡：約40歲
功法：
裝備：
血脈：？

### 十字庵

#### 庵主
『月光神尼』董機抒
所屬：十字庵
種族：人類
境界：天階
身高：約175cm
年齡：約40歲
功法：
裝備：
血脈：？

## 碎星團

### 團長
『古歌雅虎』賈伯斯
所屬：碎星者兵團
種族：人類（穿越者+輪回者）
境界：未滿天階
身高：約175cm
年齡：？
功法：六道封靈鎖印 
裝備：？
血脈：X
法相：X
名字來自蘋果創辦人賈伯斯。

### 四大武神
『毀天霸皇』、『鋼鐵衛士』山陸陵
所屬：碎星者兵團
種族：人類
境界：戰爭結束後達地階巔峰
身高：230cm
年齡：8→16
功法：寰宇萬咒武卷【金剛身】，極霸戰道‧毀天霹靂，六道封靈鎖印—封魔印
裝備：一對地神兵級神器「萬古江山鐘」（各有銘文萬古、江山）
血脈：初始原人
法相：無（將力量凝聚寶相金身，法相即表象）
月榜：1位
第一大隊隊長，因「退婚」的身分被賈伯司招入團。
名字來自360寫成國字。
詳見溫去病
『金山毒霸』褒麗妲
所屬：碎星者兵團
種族：人類、吸血鬼
境界：戰爭結束後達地階巔峰
身高：約160cm
年齡：約16歲
功法：六道封靈鎖印—封妖印、寰宇萬咒武卷【蒼穹閃】
裝備：乙太屍蠱
血脈：吸血鬼
法相：吸血鬼
第二大隊隊長，因「混血」的身分被賈伯司招入團。隊員全為被操控的屍體。
名字來自台灣品牌保力達B
詳見溫香雪
『迅雷神盜』尚蓋勇
所屬：碎星者兵團
種族：人類
境界：戰爭結束後達地階巔峰
身高：180cm
年齡：約30歲
功法：神手大劈棺，天地大黏手，六道封靈鎖印—封鬼印、封妖印，天地鬼龍大屍功，鬼族密術「五鬼大搬運」、寰宇萬咒武卷【乾坤刀】
裝備：？
血脈：照夜玉獅子→時空蚤
法相：？
第三大隊隊長，因「廢物」的身分被賈伯司招入團。前朝皇室後裔。
名字來自台語「最厲害、最強壯」。
戰後重傷，但未死，而是成了鬼尊。後因得知被韋士筆背叛的真相，放棄肉身，成為霸王復活的道標，意識與霸王融合。
『百難臆度』韋士筆
所屬：碎星者兵團
種族：人類
境界：戰爭結束後達地階巔峰→天階
身高：約175cm
年齡：約20歲
功法：寰宇萬咒武卷【雙極輪】、六道封靈鎖印—封神印、封佛印、封仙印、封鬼印、封魔印、封妖印
裝備：
血脈：青眼白狼(偽裝)→青眼白龍
法相：青眼白狼(偽裝)→青眼白龍
第四大隊隊長，因「淫賊」的身分被賈伯斯招入團。真正身份是皇帝李昀峰，血脈偏向母親的龍家血脈。
一度為了重歸碎星團而偽裝成被龍仙兒囚禁，後被香雪拆穿身份。為了報復李家皇室而改組聯邦。
名字來自台灣品牌威士比
武蒼霓
所屬：碎星者兵團、武家
種族：人類
境界：戰爭結束後達地階巔峰
身高：約170cm
年齡：16→23歲
功法：虎錄七神絕
裝備：仁刀「騶牙」、冷月
血脈：劍齒龍虎
法相：劍齒龍虎
詳見武蒼霓
碎星團第一大隊旗下，山陸陵的副手。

### 死曜
亢金龍
所屬：？（封刀盟）
種族：人類
境界：半步天階→天階一重→天階二重
身高：？cm
年齡：約40歲
功法：？
裝備：地神兵‧地泉
血脈：？
法相：？
死曜首領（代替麒麟）
參水猿
所屬：？（九龍寨）
種族：人類
境界：半步天階
身高：？cm
年齡：？歲
功法：撕心大法
裝備：
血脈：？
法相：？
死曜成員之一，平常總是用心魔閣撕心大法、一式創造低語聲的功法偽裝自己，但後來因洩漏神器秘密被其他成員認出是九龍寨的。
柳土鷹
所屬：？（天斗劍閣）
種族：人類
境界：半步天階
身高：？cm
年齡：？歲
功法：掌中蒼穹
裝備：
血脈：？
法相：？
死曜成員之一。
奎木狼
所屬：易水墳副門主
種族：人類
境界：半步天階
身高：？cm
年齡：？歲
功法：藏影之術
裝備：
血脈：？
法相：？
死曜成員之一。
麒麟
所屬：？(李家)
種族：人類
境界：半步天階→天階一重→天階二重
身高：？cm
年齡：？歲
功法：
裝備：
血脈：？
法相：？
死曜首領，韋士筆的另一個身份，暗中出賣死曜。
心月龜
所屬：妖、魔界
種族：靈魂聚合體
境界：半步天階
身高：？cm
年齡：？歲
功法：？
裝備：
血脈：？
法相：？
死曜成員之一，最後被確認並非人類，而是類似太一、異界妖魔分靈創造的使者。
尾火虎
所屬：？
種族：人類
境界：？
身高：？cm
年齡：？歲
功法：？
裝備：？
血脈：？
法相：？
死曜成員之一。